# Mirkliszki
Mirkliszki (biał. Мірклішкі; ros. Мирклишки) − wieś na Białorusi, w obwodzie grodzieńskim, w rejonie smorgońskim, w sielsowiecie Krewo.

## Historia
W czasach zaborów wieś w gminie Kucewicze, w powiecie oszmiańskim, w guberni wileńskiej Imperium Rosyjskiego. W 1866 roku liczyła 147 mieszkańców w 9 domach. Był tu młyn wodny. W 1905 roku wymieniono wieś i zaścianek. Wieś liczyła 133 mieszkańców, 235 dziesięcin; zaścianek liczył 23 mieszkańców, 5 dziesięcin, należał do Czapskich.
W latach 1921–1945 wieś leżała w Polsce, w województwie wileńskim, w powiecie oszmiańskim, w gminie Krewo.
W 1931 wieś w 32 domach zamieszkiwało 195 osób.
Wierni należeli do parafii rzymskokatolickiej w Borunach. Miejscowość podlegała pod Sąd Grodzki w Oszmianie i Okręgowy w Wilnie; właściwy urząd pocztowy mieścił się w Kucewiczach.
Po II wojnie światowej w granicach Związku Sowieckiego. Od 1991 w niepodległej Białorusi.